# Matthew Stafford
John Matthew Stafford (* 7. Februar 1988 in Tampa, Florida) ist ein US-amerikanischer American-Football-Spieler auf der Position des Quarterbacks. Er spielt seit 2021 für die Los Angeles Rams in der National Football League (NFL). Von 2009 bis 2020 stand Stafford bei den Detroit Lions unter Vertrag.

## College
Matthew Stafford besuchte die University of Georgia in Athens, Georgia. Beim Capital One Bowl 2009 (Florida Citrus Bowl) wurde Stafford zum MVP gewählt.

## NFL

### NFL Draft
Er wurde im NFL Draft 2009 als erster Spieler von den Detroit Lions, die 2008 eine Bilanz von 16 Niederlagen bei keinem Sieg aufweisen konnten, ausgewählt. Er unterschrieb einen Sechsjahresvertrag über maximal 72 Millionen US-Dollar, was ihn zu einem der bestbezahlten Rookies in der Geschichte der NFL machte.

### Detroit Lions
Bereits 2009 war er Starting-Quarterback der Lions.
Am 7. November 2010 beim Heimspiel gegen die New York Jets verletzte sich Stafford zum zweiten Mal an der rechten Schulter, seinem Wurfarm. Konnte er nach der ersten Verletzung, zugezogen im ersten Spiel gegen die Chicago Bears, nach sechs Wochen zurückkehren, bedeutete die zweite Verletzung das Saisonaus für Stafford.
Die Saison 2011 verlief für Stafford erfolgreich. Mit den Lions gewann er zehn Saisonspiele (bei sechs Niederlagen) und qualifizierte sich für die Play-offs. Gemeinsam mit Pro-Bowl-Wide-Receiver Calvin Johnson führte er die Offense an, für die er 41 Touchdowns bei nur 16 Interceptions warf und ein Quarterback Rating von 97,2 erzielte. Mit 5.038 Yards Raumgewinn wurde Stafford nach Dan Marino (1984), Drew Brees und Tom Brady (jeweils 2011) der vierte Quarterback, der die 5.000-Yards-Marke übertraf.
In der Saison 2012 warf er 727 Pässe und setzte damit eine neue Bestmarke. Er löste Drew Bledsoe (691) ab, der seit 1994 diesen Rekord hielt.
In der Saison 2014 erreichte er mit den Lions als zweiter der NFC-North die Play-offs, scheiterte aber in der Wildcard-Round gegen die Dallas Cowboys. Nach der Spielzeit wurde er zum ersten Mal in den Pro Bowl gewählt.
Am 13. Dezember 2015 erreichte er in seinem 90. Profispiel, und damit als schnellster Quarterback in der NFL-Geschichte, die 25.000-Yard-Marke durch Passspiel, wodurch er Dan Marino (in 92 Spielen) als Rekordhalter ablöste.
Am 28. August 2017 unterschrieb Stafford einen Fünfjahresvertrag über 135 Millionen US-Dollar bei den Lions, was ihn zu dem Zeitpunkt zum höchstbezahlten Spieler der NFL machte.

### Los Angeles Rams
Vor der Saison 2021 einigten sich die Lions und Stafford einvernehmlich darauf, ihn an ein anderes Team per Trade abzugeben. Daraufhin einigten sich die Lions auf einen Tausch mit den Los Angeles Rams. Im Austausch für Stafford erhielt Detroit einen Drittrundenpick 2021, einen Erstrundenpick 2022, einen Erstrundenpick 2023 und Quarterback Jared Goff.
In der Saison 2021 gewann Stafford mit den Los Angeles Rams den Super Bowl LVI. Nach der Saison unterschrieb er im März 2022 eine Vertragsverlängerung um vier Jahre über 160 Millionen US-Dollar. In einer enttäuschenden Saison 2022 verpasste der QB des Titelverteidigers neun Spiele in der zweiten Saisonhälfte wegen Verletzungen. In der Saison 2023 kehrte Stafford auf seinen Stammplatz und in der ersten Playoff-Runde nach Detroit zurück. Trotz seiner geworfenen 367 Yards schieden die Rams knapp aus.

### Karrierestatistik

#### Passspiel
| Jahr   | Team   | Comp-Att    | Comp% | Yards  | TD  | INT | QB Rtg |
| ------ | ------ | ----------- | ----- | ------ | --- | --- | ------ |
| 2009   | DET    | 201–377     | 53,3  | 2.267  | 13  | 20  | 61,0   |
| 2010   | DET    | 57–96       | 59,4  | 535    | 6   | 1   | 91,3   |
| 2011   | DET    | 421–663     | 63,5  | 5.038  | 41  | 16  | 97,2   |
| 2012   | DET    | 435–727     | 59,8  | 4.967  | 20  | 17  | 79,8   |
| 2013   | DET    | 371–634     | 58,5  | 4.650  | 29  | 19  | 84,2   |
| 2014   | DET    | 363–602     | 60,3  | 4.257  | 22  | 12  | 85,7   |
| 2015   | DET    | 398–592     | 67,2  | 4.262  | 32  | 13  | 97,0   |
| 2016   | DET    | 388–594     | 65,3  | 4.327  | 24  | 10  | 93,3   |
| 2017   | DET    | 371–565     | 65,7  | 4.446  | 29  | 10  | 99,3   |
| 2018   | DET    | 367–555     | 66,1  | 3.777  | 21  | 11  | 89,9   |
| 2019   | DET    | 187–291     | 64,3  | 2.499  | 19  | 5   | 106,3  |
| 2020   | DET    | 339–528     | 64,2  | 4.084  | 26  | 10  | 96,3   |
| 2021   | LAR    | 404–601     | 67,2  | 4.886  | 41  | 17  | 102,9  |
| 2022   | LAR    | 206–303     | 68,0  | 2.087  | 10  | 8   | 87,4   |
| 2023   | LAR    | 326–521     | 62,6  | 3.965  | 24  | 11  | 92,5   |
| 2024   | LAR    | 340–517     | 65,8  | 3.762  | 20  | 8   | 93,7   |
| Gesamt | Gesamt | 5.174–8.166 | 63,4  | 59.809 | 377 | 188 | 91,2   |

#### Laufspiel
| Jahr   | Team   | Att | Yards | Avg | Lng | TD | Fmb | Fmb lst |
| ------ | ------ | --- | ----- | --- | --- | -- | --- | ------- |
| 2009   | DET    | 20  | 108   | 5,4 | 21  | 2  | 4   | 1       |
| 2010   | DET    | 4   | 11    | 2,8 | 9   | 1  | 2   | 1       |
| 2011   | DET    | 22  | 78    | 3,5 | 22  | 0  | 5   | 1       |
| 2012   | DET    | 35  | 126   | 3,6 | 11  | 4  | 6   | 4       |
| 2013   | DET    | 37  | 69    | 1,9 | 14  | 2  | 12  | 4       |
| 2014   | DET    | 43  | 93    | 2,2 | 18  | 2  | 8   | 3       |
| 2015   | DET    | 44  | 159   | 3,6 | 18  | 1  | 4   | 2       |
| 2016   | DET    | 37  | 207   | 5,6 | 24  | 2  | 3   | 2       |
| 2017   | DET    | 29  | 98    | 3.4 | 15  | 0  | 12  | 7       |
| 2018   | DET    | 25  | 71    | 2,8 | 10  | 0  | 6   | 4       |
| 2019   | DET    | 20  | 66    | 3.3 | 12  | 0  | 5   | 3       |
| 2020   | DET    | 29  | 112   | 3,9 | 17  | 0  | 2   | 1       |
| 2021   | LAR    | 32  | 43    | 1,3 | 12  | 0  | 5   | 2       |
| 2022   | LAR    | 13  | 9     | 0,7 | 4   | 1  | 5   | 3       |
| 2023   | LAR    | 21  | 65    | 3,1 | 9   | 0  | 0   | 0       |
| 2024   | LAR    | 30  | 41    | 1,4 | 15  | 0  | 6   | 3       |
| Gesamt | Gesamt | 441 | 1.356 | 3,1 | 24  | 15 | 85  | 41      |